# Ezequiel Bitok
Ezequiel Bitok (15 febbraio 1966) è un ex maratoneta e mezzofondista keniota.

## Biografia
Nel 1991 ha partecipato ai Mondiali di corsa campestre, concludendo la gara in ottava posizione; nell'occasione, ha anche vinto la medaglia d'oro a squadre; nel 1993 è invece arrivato quinto, vincendo anche un secondo oro a squadre.
Nel 1996 ha partecipato ai Giochi olimpici di Atlanta, gareggiando nella maratona, che ha chiuso al cinquantaseiesimo posto con un tempo di 2h23'03".

## Palmarès
| Anno | Manifestazione      | Sede       | Evento         | Risultato | Prestazione | Note |
| ---- | ------------------- | ---------- | -------------- | --------- | ----------- | ---- |
| 1990 | Campionati africani | Il Cairo   | 5000 m piani   | Oro       | 13'33"30    |      |
| 1991 | Mondiali di cross   | Anversa    | Corsa seniores | 8º        | 34'19"      |      |
| 1991 | Mondiali di cross   | Anversa    | A squadre      | Oro       | 38 p.       |      |
| 1993 | Mondiali di cross   | Amorebieta | Corsa seniores | 5º        | 33'21"      |      |
| 1993 | Mondiali di cross   | Amorebieta | A squadre      | Oro       | 25 p.       |      |
| 1996 | Giochi olimpici     | Atlanta    | Maratona       | 56º       | 2h23'03"    |      |

## Campionati nazionali
1991
- 7º ai campionati nazionali kenioti di corsa campestre

1993
- 5º ai campionati nazionali kenioti di corsa campestre

## Altre competizioni internazionali
1990
- Oro alla Jean Bouin Road Race, 9,8 km ( Barcellona) - 27'15"
- Argento al Cross de Bolbec ( Bolbec) - 27'40"

1991
- Oro al Cross Internacional Zornotza ( Amorebieta-Etxano) - 35'04"
- 4º al Cross Zamudio ( Bilbao) - 32'20"
- 4º al Crosscup Mol ( Mol) - 28'37"

1992
- 10º alla Utica Boilermaker ( Utica), 15 km - 44'43"
- 7º alla Peachtree Road Race ( Atlanta) - 28'51"
- 10º al Cross Internacional Zornotza ( Amorebieta-Etxano) - 35'24"
- 10º al Crosscup Mol ( Mol) - 28'29"

1993
- 4º alla Mezza maratona di Berlino ( Berlino) - 1h01'49"
- 10º al Nairobi International Crosscountry ( Nairobi) - 31'00"
- 4º al Cross Auchan ( Tourcoing) - 30'23"
- Argento al Cross de Bolbec ( Bolbec) - 27'30"
- Bronzo al Cross des Mureaux ( Parigi) - 26'32"

1994
- 18º alla Maratona di Boston ( Boston) - 2h12'45"
- Argento alla Jean Bouin Road Race, 9,8 km ( Barcellona) - 27'48"
- 4º al Cross Internacional de la Constitucion ( Alcobendas) - 29'27"
- Oro al Cross Auchan ( Tourcoing) - 30'15"
- Bronzo all'Iron Cross ( Dunkerque) - 29'30"

1995
- 16º alla Maratona di Parigi ( Parigi) - 2h14'41"

1996
- Argento alla Maratona di Boston ( Boston) - 2h09'26"
- 12º alla Maratona di New York ( New York) - 2h15'57"
- Oro alla Mezza maratona di Nizza ( Nizza) - 1h01'45"

1997
- 13º alla Maratona di Boston ( Boston) - 2h14'57"
- Oro alla Maratona di Montecarlo ( Monaco) - 2h12'30"
- 14º al Chiba International Crosscountry ( Chiba) - 37'12"

1998
- 18º alla Maratona di Parigi ( Parigi) - 2h14'52"
- Oro alla Maratona di Montecarlo ( Monaco) - 2h11'48"
- Oro alla Monaco Run - Riviera Classic ( Monaco) - 2h31'38"

1999
- 12º alla Maratona di Praga ( Praga) - 2h16'55"

2004
- Oro alla Maratona di Lipsia ( Lipsia) - 2h15'06"